# Euphorbia burmannii
Euphorbia burmannii ist eine Pflanzenart aus der Gattung Wolfsmilch (Euphorbia) in der Familie der Wolfsmilchgewächse (Euphorbiaceae).

## Beschreibung
Die sukkulente Euphorbia burmannii bildet Sträucher im freien Stand bis 70 Zentimeter Höhe und kletternd bis 2 Meter Höhe aus. Die zweihäusigen Pflanzen bilden eine reiche Verzweigung aus. Die einzelnen Triebe werden etwa 4 Millimeter dick. Es werden kurzlebige Blätter mit bis zu 3 Millimeter Länge ausgebildet. Die drüsigen Nebenblätter sind deutlich sichtbar, rötlich gefärbt und verbleiben lange an der Pflanze.
Der Blütenstand besteht aus end- und achselständigen Cymen, die zwei- bis dreifach gegabelt sind. Sie stehen in dreistrahligen Dolden, wobei jeder Strahl bis 2,5 Zentimeter lang wird. Die winzigen Tragblätter sind breit eiförmig. Die sehr kleinen Cyathien erreichen bis 3,5 Millimeter im Durchmesser und sind mit Flaumhaaren besetzt. Die Nektardrüsen sind länglich geformt. Die stumpf gelappte Frucht wird 3,5 Millimeter groß und ist ebenfalls mit sehr kleinen Flaumhaaren bedeckt. Sie steht an einem etwa 3 Millimeter langen Stiel. Die länglichen Samen werden 2 Millimeter groß und sind etwas vierkantig. Die Oberfläche ist mit Warzen bedeckt.

## Verbreitung und Systematik
Euphorbia burmannii ist in den südafrikanischen Provinzen Nordkap, Westkap und Ostkap verbreitet.
Die Erstbeschreibung der Art erfolgte 1860 durch Johann Friedrich Klotzsch und Christian August Friedrich Garcke als Arthrothamnus burmannii. Im Jahr 1862 stellte Pierre Edmond Boissier die Art in die Gattung Euphorbia. Weitere Synonyme zu dieser Art sind Tirucallia burmannii (Klotzsch) P.V.Heath (1996), Euphorbia viminalis Burmann f. (1768) und Euphorbia biglandulosa Willd. (1813).